# Yin Yin Nwe
Pour les articles homonymes, voir Yin (homonymie).
Yin Yin Nwe, née vers 1952, est une géologue birmane. Elle occupe des postes importants à l'UNICEF depuis 1991 et est nommée représentante de l'UNICEF en Chine le 1er décembre 2006.

## Biographie
Le père de Yin Yin Nwe est Sao Saimong Mangrai (en), membre de l'État princier de Kengtung (en) et érudit très estimé sur l'État Shan et chef du Département de l'éducation de l'État Shan pendant les années post-indépendance. La mère de Yin Yin Nwe est Mi Mi Khaing (en), également universitaire et ancienne directrice de l'école Kambawza. Son père, Sao Saimong, a une carrière administrative après que les principautés Shan aient accepté de faire partie de l'Union de Birmanie, et devient directeur de l'éducation pour les États Shan et Kayah. Sa mère est l'auteure de Famille birmane, un livre sur la culture birmane, et esté l'une des premières femmes à écrire en anglais sur la culture et les traditions birmanes,.
Yin Yin Nwe obtient un bachelor en sciences en géologie de l'université des arts et des sciences de Rangoun (aujourd'hui université de Yangon) en 1969 et obtient ensuite un doctorat en philosophie en sciences de la Terre à l'université de Cambridge. Elle est également titulaire d'un Master of Science en politique publique et gestion de l'université de Londres. Elle travaille pendant 19 ans au département de géologie de l'université de Yangon.
En 1991, Yin Yin Nwe rejoint l'UNICEF en tant que chargée de projet environnemental. De 1992 à 1994, elle occupe le poste de chargée de programme de l'UNICEF pour l'Europe centrale et orientale et la Communauté des États indépendants, les Républiques d'Asie centrale et l'Albanie. Puis de 1994 à 1999, elle travaille comme conseillère régionale pour l'Afrique occidentale et centrale à Abidjan, en Côte d'Ivoire. En 1999, elle est nommée responsable de la planification régionale de l'UNICEF pour le Moyen-Orient et l'Afrique du Nord, et en juin 2005, elle est nommée chef de l'assistance aux victimes de tsunamis de l'UNICEF et travaille beaucoup en Indonésie pour aider les victimes. Elle devient la Représentante de l'UNICEF en Chine le 1er décembre 2006,. Le Dr Yin Yin Nwe prend sa retraite de l'UNICEF en 2011.
En août 2012, le président de Birmanie nomme Yin Yin Nwe membre d'une commission d'enquête chargée d'examiner la violence communautaire dans l'État de Rakhine en Birmanie. La commission termine ses travaux et remet un rapport en 2013.
En juin 2014, le président birman la nomme conseillère principal en éducation. Auparavant, elle occupe le poste de conseillère au Myanmar Peace Center (MPC) et est membre du Conseil consultatif économique et social national ainsi que membre du Comité de mise en œuvre de la promotion de l'éducation (EPIC), promouvant la réforme de l'éducation.
Elle est nommée membre du Conseil consultatif du Conseil administratif d'État (SAC), à la suite du coup d'État de 2021 en Birmanie.

## Vie personnelle
Elle parle couramment l'anglais, le français et l'indonésien et, en 2006, elle apprend à parler couramment le chinois en raison de son nouveau poste.